# Kevin Peponnet
Pour les articles homonymes, voir Peponnet.
Kevin Peponnet, né le 31 janvier 1991 à Saint-Jean-de-Luz (Pyrénées-Atlantiques), est un skipper français.
Il remporte la médaille d'or en 470 aux Championnats du monde de voile 2018 avec Jérémie Mion et la médaille de bronze des Championnats d'Europe de 470 en 2019 avec Jérémie Mion.
Il est le vainqueur du Tour de France à la voile en diam24 en 2016 et 2018 avec la team Lorina Golfe du Morbihan.
Il est le fils de Daniel Peponnet et le neveu de Thierry Peponnet.
En avril 2020, Kévin rejoint le Dispositif Athlètes SNCF en tant que Responsable Externalisation des études ferroviaires à Marseille.